# Josh McNally
Pour les articles homonymes, voir McNally.

a Compétitions nationales et continentales officielles uniquement.

b Matchs officiels uniquement.
Dernière mise à jour le 29 novembre 2024.
Josh McNally, né le 21 août 1990 à Ely (Angleterre), est un joueur international anglais de rugby à XV jouant au poste de deuxième ligne avec Cardiff Rugby en United Rugby Championship depuis 2024.

## Biographie

### Carrière en club
À l'origine, il joue au rugby pour la Royal Air Force, où il est technicien en armement depuis 2008, avant de pouvoir rejoindre le club des Henley Hawks (en) après son entrée au centre d'excellence de la RAF.
C'est en 2014, qu'il découvre le plus haut niveau anglais, en signant pour le club des London Welsh, qui l'avait remarqué lors d'un match contre Henley, notamment avec sa taille de 2,01 m.
En 2017, alors qu'il vient de s'engager avec les London Irish, il souffre d'un accident vasculaire cérébral, liée à une déformation cardiaque. Il est revenu à la compétition en mars 2018, marquant un essai contre Gloucester.
En début d'année 2019, il est annoncé que McNally va devenir un joueur de Bath Rugby pour la saison suivante.
À partir de la saison 2024-2025, il rejoint Cardiff Rugby.

### Carrière internationale
Josh McNally est appelé avec l'équipe d'Angleterre pour les tests d'été en 2021, obtenant sa première cape en tant que titulaire contre les États-Unis.

## Palmarès

### En club
- Vainqueur de la British and Irish Cup en 2016 avec les London Welsh.
- Vainqueur du RFU Championship en 2017 et 2019 avec les London Irish.